# 代謝症候群
代謝症候群（metabolic syndrome）指生理代謝層面的心血管危險因子的聚集現象，這些危險因子主要包括高血壓（或血壓偏高但未達高血壓診斷標準）、血脂異常（dyslipidemia）（包含血中三酸甘油脂偏高、高密度脂蛋白膽固醇偏低等脂質代謝異常）、糖尿病（或空腹血糖偏高/葡萄糖耐受不良（glucose intolerance））、肥胖（特別指中心肥胖（central obesity）或稱腹部肥胖）、以及高尿酸與凝血因子的不正常等等。

## 歷史
- 在1920年左右瑞典醫師Kylin發現高血壓、高血糖及痛風常出現在同一病人身上。
- 1947年Vague發現上半身的肥胖常與糖尿病及心血管疾病相關。
- 1988年Reaven提出Syndrome X 的概念，並認為與胰島素抵抗有密切相關。

## 定義
代謝症候群的定義曾經多次改動，目前仍在使用的定義也有好幾種，其差異可能來自對於代謝症候群的切入點的不同所致。影響力較大的幾種定義如下：   

### 1998 世界衛生組織（WHO）定義
世界衛生組織對於代謝症候群的定義自從糖尿病的面向出發。其定義標準為，在糖尿病或空腹血糖偏高或葡萄糖耐受不良或胰島素抗性（整個族群當中，進行euglycemic hyperinsulinemic clamp結果最不佳的四分之一）的狀態，合併有以下情況二者及以上者，即為代謝症候群：
1. 肥胖（男性腰圍除以臀圍比率大於0.9、女性大於0.85），或身體質量指數在30以上者。
2. 脂質代謝異常：三酸甘油脂大於等於150毫克/公合或高密度脂蛋白膽固醇過低（男性低於35毫克/公合、女性低於39毫克/公合）。
3. 血壓大於130/85毫米汞柱。
4. 微白蛋白尿（microalbuminuria），指白蛋白的尿液排除率（excretion rate）大於20μg/min。

### 2001 美國NBA膽固醇教育計畫NCEP ATP III定義
全稱為The Third Report of the National Cholesterol Education Program Expert Panel（NCEP） on Detection, Evaluation, and Treatment of High Blood Cholesterol in Adults （Adult Treatment Panel III）。此代謝症候群的定義是，滿足下列症狀標準（含）三項以上者，即為代謝症候群：
1. 男性腰圍大於90公分、女性大於80公分。
2. 三酸甘油脂大於150毫克/公合。
3. 男性高密度脂蛋白膽固醇低於40毫克/公合、女性低於50毫克/公合。
4. 血壓大於等於130/85毫米汞柱。
5. 空腹血糖大於等於100毫克/公合。

其中腹圍大小的標準在不同種族間存在著明顯差異，因此在亞洲地區的研究者也提出不同的肥胖定義，即男性腰圍大於90公分、女性大於80公分。

### 2005 國際糖尿病聯合會（International Diabetes Federation）定義
中心肥胖為必要的診斷標準，其中腰圍的標準，依各種族不同而訂有不同的標準（但很多地區/種族的腰圍標準仍未完全確定）。
亞洲地區的腰圍標準除日本的研究者建議為男≥85公分、女≥90公分外，南亞及台灣均為男≥90公分，女≥80公分。
具有中廣型肥胖(腰圍過大)，再加上以下標準其中兩種以上者，即被定義為有代謝症候群：
1. 三酸甘油脂大於150毫克/公合。
2. 男性高密度脂蛋白膽固醇低於40毫克/公合、女性低於50毫克/公合。
3. 血壓大於等於130/85毫米汞柱。
4. 空腹血糖大於等於100毫克/公合。

### 2009 國際學會聯合聲明
在2009年，國際糖尿病聯合會、美國心肺血研究所(National Heart, Lung, and Blood Institute)、美國心臟學會(American Heart （International Diabetes Federation）定義中依照族裔別不同而調整的腰圍標準，來診斷代謝症候群。

## 原因
代谢综合症复杂途径的机制正在进行研究。病理生理学非常复杂，目前只有部分阐明。受该病症影响的大多数人年龄较大，肥胖，久坐不动，且存在一定程度的胰岛素抵抗。压力也可能是一个促发因素。最重要的风险因素包括饮食（尤其是含糖饮料的摄入）， 遗传学， 老化，久坐不动 或低体力活动， 破坏的昼夜生物学/睡眠， 心情障碍/精神药物使用， 以及过度饮酒。 Vidal-Puig回顾了过度暴饮暴食引起的脂肪组织过度扩张以及由此产生的脂毒性在综合症中的致病作用。
关于肥胖还是胰岛素抵抗是否是代谢综合症的原因，或者它们是否是更深层代谢紊乱的后果，存在争议。系统性炎症标志物，包括C-反应蛋白，通常升高，纤维蛋白原、白细胞介素6、肿瘤坏死因子-α（TNF-α）等也升高。一些人指出了多种原因，包括由饮食果糖引起的尿酸水平升高。
研究表明，西方饮食习惯是代谢综合症发展的因素，其中高消耗不适合人类生化的食物。 体重增加与代谢综合症有关。与总脂肪含量不同，该综合症的核心临床组分是内脏和/或异位脂肪（即不适合储存脂肪的器官中的脂肪），而主要的代谢异常是胰岛素抵抗。 持续提供通过饮食碳水化合物，脂肪和蛋白质燃料，与体力活动/能量需求不匹配，会导致氧化磷酸化产物的积压，这是与进行性线粒体功能障碍和胰岛素抵抗相关的过程。

### 压力
最近的研究表明，长时间的慢性压力可以通过干扰下丘脑-垂体-肾上腺轴（HPA轴）的激素平衡来促进代谢综合症的发展。 功能失调的HPA轴会导致高水平的皮质醇循环，导致提高葡萄糖和胰岛素水平，进而在脂肪组织上引起胰岛素介导的效应，最终促进内脏脂肪，胰岛素抵抗，血脂异常和高血压，直接影响骨骼，导致“低周转”骨质疏松症。 HPA轴功能失调可能解释了腹部肥胖与心血管疾病（CVD），2型糖尿病和中风的风险关联。 心理社会压力也与心脏病相关。

### 肥胖
中心性肥胖是该综合症的关键特征，既是一种标志，又是一种原因，因为在高腰围反映出来的肥胖增加往往可能既是胰岛素抵抗的结果，也可能是胰岛素抵抗的促成因素。然而，尽管肥胖很重要，但体重正常的受影响人群也可能存在胰岛素抵抗并患有该综合症。

### 久坐不动的生活方式
缺乏体力活动是心血管疾病事件和相关死亡的预测因素。代谢综合症的许多组分与久坐不动的生活方式相关，包括增加的脂肪组织（主要是中心性的）；降低的高密度脂蛋白胆固醇；以及在遗传易感性方面趋于增加的甘油三酯、血压和葡萄糖水平。与每天看电视或视频或使用电脑不到一小时的人相比，每天进行这些活动超过四小时的人患代谢综合症的风险增加了一倍。

### 老化
代谢综合症影响了60%的美国50岁以上的人口。在这个人口统计中，患该综合症的女性比例高于男性。综合症的患病率随年龄增长，在世界上大多数人群中都有这种趋势。

## 臨床意義
有代謝症候群的人，其罹患心血管疾病、腦血管疾病及腎臟疾病的危險比沒有代謝症候群的人高，因此代謝症候群的預防與治療，目前是臨床醫學及基礎研究引起極大關注的主題。

## 爭議
2005年是代謝症候群研究社群中最熱鬧的一年。除了該年出現了國際糖尿病聯合會所提出的新定義，讓全球研究者開始評估兩套定義的價值。與此同時，美國糖尿病學會與歐洲糖尿病研究學會的學者，其發表的聯合聲明提出八個對代謝症候群的臨床價值的提問。在歐美糖尿病學會提出的對代謝症候群的省思之外，被譽為代謝症候群研究先驅的Gerald Reaven也發表文章認為代謝症候群診斷是一種多餘的診斷。

這些來自專業的不同聲音，並非否認代謝異常會聚集的現象。他們所懷疑的是代謝症候群所帶來的風險高於單項風險的加總此一觀點。

## 參看
- 脂肪细胞

## 外部連結
- 大豆磷脂（页面存档备份，存于）